# هنينغسدورف
هنينغزدورف (بالألمانية: Hennigsdorf) هي مدينة و بلدة ألمانية تقع في ألمانيا في
. يقدر عدد سكانها بـ 26,226 نسمة .

## المدن التوأمة
مدن Choisy-le-Roi، Kralupy nad Vltavou و آلسدورف هي مدن توأمة لـهنينغزدورف.

## أعلام
- ميخائيل هارتمان
- تورستن شلوتر